# Список керівників держав 200 року
Список керівників держав 200 року — це перелік правителів країн світу 200 року
Список керівників держав 199 року — 200 рік — Список керівників держав 201 року — Список керівників держав за роками

## Європа
- Боспорська держава — цар Савромат II (174-210)
- Ірландія — верховний король Лугайд мак Кон (195-225)
- Римська імперія
  - імператор Септіміус Северус (193-211), правив разом зі своїм сином Каракаллою (198-217)
  - консул Публій Корнелій Ануллін (200)
  - консул Марк Ауфідій Фронтон (200)

## Азія
- Близький Схід
  - Адіабена — цар Нарсай (170-200)
  - Бану Джурам (Мекка) — шейх Мухад II аль-Асгар (190-206)
  - Велика Вірменія — цар Хосров I (198-217)
  - Осроена — цар Абгар IX Великий (177-212)
  - Харакена — цар Мага (195-210)
- Диньяваді (династія Сур'я) — раджа Сур'я Дипаті (198-245)
- Іберійське царство — цар Рев I (189-216)
- Індія
  - Західні Кшатрапи — махакшатрап Рудрасана I (200-222)
  - Кушанська імперія — великий імператор Васудева I (184-220)
  - Царство Сатаваханів — магараджа Шрі Яджня Сатакарні Сатавахана (178-207)
  - Держава Чера — Тагадур Ерінда Перумшерал (185-201)
- Китай
  - Династія Хань — імператор Лю Се (Сянь-ді) (189-220), фактично правив регент Цао Цао (197-220)
    - шаньюй південних хунну Хучуцюань (195-216)
    - володар держави сяньбі Куйтоу (190—205)
- Корея
  - Кая (племінний союз) — ван Кодин (199-259)
  - Когурьо — тхеван (король) Сансан (197-227)
  - Пекче — король Чхого (166-214)
  - Сілла — ісагим (король) Нехе (196-230)
- Паган — король П'юсоті (167-242)
- Персія
  - Парфія — шах Вологез IV (191-208)
- Сипау (Онг Паун) — Сау Кам Кяу (127-207)
- плем'я Хунну — шаньюй (вождь) Хучуцюань (195-215)
- Японія — тенно (імператор) Тюай (191-200)
- Ліньї — Шрі Мара (192—220)

## Африка
- Аксумське царство — негус Елла Азгуагуа (141-218)
- Царство Куш — цар Терітедахатей (194-204)
  - Африка — Гай Юлій Аспер (200/201-204/205)
  - Єгипет — Квінт Мецій Лет (200-203)